# France Aviation civile services

## Description

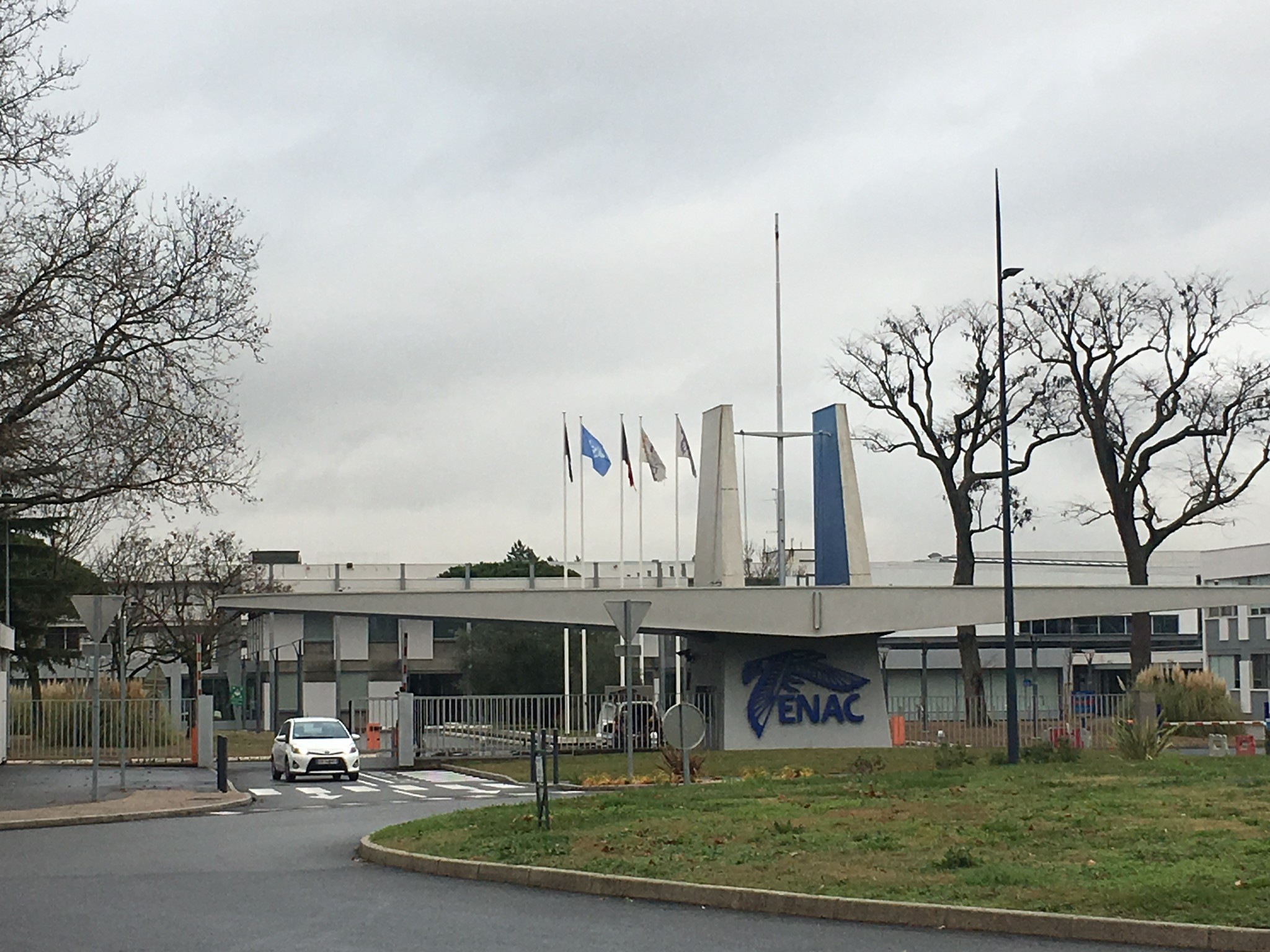
Les locaux de FRACS sont situés au sein de ceux de l'ENAC à Toulouse.

France Aviation Civile Services (FRACS), précédemment DSNA Services, est un groupement d'intérêt économique, créé par la DGAC et l’ENAC en 2013. Il est le bureau de conseil et d'expertise de l'Aviation Civile française. Il propose des services de consultant et de formation opérationnelle basés sur le savoir-faire de la DGAC et de l'ENAC.
Son administrateur est Farid Zizi (en), ancien président de la commission navigation aérienne de l’OACI.

## Activités
France Aviation Civile Services intervient sur plusieurs types d'activités : les réglementation et supervision de la sécurité, la restructuration d'espace aérien, la modernisation des services de navigation aérienne… En collaboration avec l'ENAC, elle prodigue des formations pour les contrôleurs aériens. L'entreprise réalise des bases de données sur les aéroports et compagnies aériennes. Elle propose également des services AFIS.